# Coenagrion armatum
Coenagrion armatum е вид водно конче от семейство Coenagrionidae. Видът не е застрашен от изчезване.

## Разпространение
Разпространен е в Армения, Германия, Грузия, Нидерландия, Полша, Русия, Финландия и Швеция.
Регионално е изчезнал във Великобритания.

## Описание
Популацията на вида е стабилна.